# Référendum de 2017 sur l'indépendance de la Catalogne
Le référendum de 2017 sur l'indépendance de la Catalogne, connu également sous le numéronyme de 1-O, est un référendum d'autodétermination de la Catalogne à l'initiative du gouvernement régional de Catalogne et approuvé par le Parlement de Catalogne,, mais suspendu par le Tribunal constitutionnel espagnol, qui a finalement lieu le 1er octobre 2017 dans la communauté autonome de Catalogne. Le 17 octobre 2017 le Tribunal constitutionnel espagnol le déclare illégal et annule sa loi.
La question posée aux électeurs et électrices est : « Voulez-vous que la Catalogne soit un État indépendant sous la forme d'une république ? ».
Approuvée le 6 septembre 2017 par le Parlement de Catalogne, une loi sur le référendum d'autodétermination (Llei del referèndum d'autodeterminació de Catalunya) en précise les modalités mais le scrutin est jugé illégal par le Tribunal constitutionnel dès le lendemain 7 septembre. Le président de la généralité de Catalogne, Carles Puigdemont, affirme cependant son intention de le maintenir. Le Tribunal constitutionnel ayant rendu un jugement définitif d'inconstitutionnalité du référendum le 12 septembre 2017, au vu de la Constitution espagnole de 1978, le parquet du tribunal supérieur de justice de Catalogne ordonne à la Garde civile, aux Mossos d'Esquadra (la police catalane), au Corps national de police d'Espagne (CNP) et aux différentes polices municipales de saisir le matériel électoral afin d'empêcher la tenue du scrutin. Le 20 septembre, dans le cadre de l'Opération Anubis, quatorze membres du gouvernement catalan sont arrêtés. Près de 10 000 manifestants descendent dans les rues de Barcelone, entonnant l'hymne national catalan, Els Segadors, et la chanson antifranquiste L'Estaca, tout en dénonçant « une violation de leur droit ».
Les opérations de vote ont lieu malgré cela, dans un contexte tendu qui donne lieu à des violences, faisant de nombreux blessés, notamment lors des évacuations de force de plusieurs bureaux de vote par la police. Avec un taux de participation de 42,4 %, le « oui » l'emporte à 90 %.
Le 10 octobre 2017, le président de la Généralité Carles Puigdemont annonce l'indépendance et indique « suspendre » celle-ci « dans l'attente d'un dialogue avec le gouvernement espagnol ». Le parlement de la Généralité de Catalogne proclame l'indépendance sous forme de république le 27 octobre, mais le gouvernement espagnol répond instantanément avec l'article 155 de la constitution, mettant la Catalogne sous tutelle, destituant le parlement et son président et lançant des élections régionales pour le 21 décembre 2017. Les dirigeants responsables du référendum « illégal » et de la proclamation d'indépendance sont accusés par la justice espagnole de « rébellion, sédition, détournement de fonds publics et désobéissance à l’autorité », tandis que le président destitué Carles Puigdemont se réfugie en Belgique ; la justice espagnole émet un ordre européen de détention, puis le retire, évoquant la crainte que la justice belge réfute les motifs d'inculpation. Finalement, le 21 décembre 2017, les partis indépendantistes obtiennent 47,5 % des voix aux élections régionales, ce qui leur permet d'avoir une nouvelle majorité absolue au Parlement de Catalogne avec 70 sièges sur 135.

## Enjeux
Après les événements de novembre 2014 et septembre 2015, (voir historique), le gouvernement catalan a convoqué un référendum le 1er octobre 2017.
Le Tribunal constitutionnel espagnol a suspendu l’organisation de ce scrutin, le jugeant illégal, en attendant de se décider sur le fond. D'après le gouvernement central d'Espagne, le référendum ne respecte pas huit des articles de sa Constitution, y compris l'article 2 qui pose l’« unité indissoluble de la nation espagnole ». D'après Gabriel Colomé, professeur en sciences politiques à l’université autonome de Barcelone, l'article 2 rend impossible toute sécession ; pour lui, « si une région espagnole veut obtenir son indépendance, elle doit nécessairement passer par une réforme constitutionnelle. Et on se doute que c’est une chose difficile à faire accepter à Madrid. ».
Carles Puigdemont considère que le référendum est basé sur le « droit des peuples à disposer d’eux-mêmes », un principe flou inscrit dans le droit international. Le procureur général d'Espagne menace d'ordonner son incarcération.
Arguant du non-respect de la loi par Barcelone, les forces de l’ordre ont saisi les 19 et 20 septembre 2017, environ 10 millions de bulletins de vote, ainsi que les convocations qui devaient être adressées à environ 45 000 assesseurs. La police a arrêté quatorze responsables du gouvernement régional accusés d'être impliqués dans le référendum ; la Cour constitutionnelle espagnole a infligé des amendes de 6 000 euros à 12 000 euros par jour à vingt-quatre organisateurs du référendum. Les comptes du gouvernement catalan ont également été mis sous tutelle.
Le PSOE soutient le parti du gouvernement (PP) dans l'interdiction du référendum : 10 000 agents de la police nationale et de la garde civile ont été envoyés sur les lieux.
Pour le délégué du gouvernement, Enric Millo, un événement doit se dérouler le 1er octobre 2017, mais cet événement ne peut pas être considéré comme un referendum. Le gouvernement catalan a appelé une médiation de l'Union européenne .
D'après le spécialiste des questions ibériques à l’Institut de relations internationales et stratégiques, Jean-Jacques Kourliandsky, le « oui » doit l’emporter mécaniquement car ceux qui reconnaissent l’autorité de Madrid ne participeront pas à une consultation qu'ils estiment illégale.
D'après Gabriel Colomé, le but du gouvernement catalan est de provoquer la répression par le gouvernement espagnol pour induire la résistance des séparatistes. Il indique : « les indépendantistes veulent que l’UE intervienne. Ils ont besoin de martyrs et si leurs responsables vont en prison, ils savent que c’est très fort en termes d’image. Tout reste ouvert, cela peut évoluer dans un sens comme dans l’autre, dans les semaines à venir. La bataille, c’est dimanche 1er octobre, ensuite, l’exécutif catalan aura le choix de dissoudre ou non le Parlement dans le but de convoquer une Assemblée constituante. ». Certains groupes d'entrepreneurs considèrent que le référendum a créé un climat d’incertitude alors que personne ne considère que le référendum mènera à l'indépendance, selon l'opinion de Jordi Alberich, directeur du Cercle de l’économie, le think tank des patrons catalans, qui ajoute « mais il ne faudrait pas que la situation d’instabilité politique se prolonge ».
Le philosophe, écrivain et enseignant Bernard Quiriny relève le malaise des États-nations, voyant une involution dans le dépeçage de ces États et « un retour au Moyen Âge ». Pour l'économiste Laurent Davezies, le mouvement séparatiste catalan illustrerait « un égoïsme économique et territorial ». Selon l'historien et spécialiste de l'Espagne Benoît Pellistrandi, le projet porté par les partis indépendantistes catalans se fonderait sur l'exclusion, et constituerait « un coup de force », les autorités catalanes étant « dans une logique d'insurrection ».
Ce soi-disant « égoïsme », qui présente le catalanisme indépendantiste comme exclusif et le compare avec d'autres mouvements indépendantistes de « régions riches » européennes, comme ceux flamands ou en Italie du Nord, est contesté par l'historien Stéphane Michonneau, spécialiste de l'histoire politique catalane et du catalanisme, qui y voit plutôt « un changement de cadre de pensée », l'objectif principal des indépendantistes restant politique, à savoir la reconnaissance de la Catalogne comme « nation souveraine » dans un « État plurinational » que serait l'Espagne. Dans ce cadre, pour lui, « la question de la solidarité se pose sous un jour différent », mais ne serait pas remise en question. Par ailleurs, il met en cause le gouvernement espagnol qu'il présente comme défenseur d'un « patriotisme constitutionnel » qui ne répondrait pas aux aspirations nouvelles d'une partie de la société catalane mais aussi du reste de l'Espagne,.
Pour Le Monde diplomatique, la crise en Catalogne pourrait être sciemment exacerbée par le gouvernement de Mariano Rajoy, très en difficulté depuis les élections générales de 2015 et 2016. Le projet séparatiste catalan, très impopulaire auprès d'une large majorité d'Espagnols, permettrait de ressouder l'électorat conservateur autour du gouvernement et de reléguer au second plan les révélations liées à l'affaire Gürtel (43 millions d'euros détournés au profit du Parti populaire).
De même, les partis indépendantistes sont englués dans des affaires de détournements de fonds (affaire du port de Barcelone ou affaire du palais de la musique de Barcelone,).

## Historique

### Constitution du Pacte national pour le référendum
Le 23 décembre 2016, le Pacte national pour le référendum est créé par les partis et organisations indépendantistes, avec l'objectif de réaliser le référendum sur l'indépendance. La commission exécutive du Pacte comprend Joan Ignasi Elena i Garcia (ca), coordinateur (ancien maire de Vilanova i la Geltrú et député au Parlement de Catalogne de 2012 à 2014), Maite Arqué i Ferrer (ca) (sénatrice de Barcelone de 2008 à 2011), Jaume Bosch i Mestres (député de Barcelone au Parlement de Catalogne de 2003 à 2015), Francesc de Dalmases, Carme-Laura Gil (ancienne députée au Congrès des députés puis au Parlement de Catalogne), Itziar González (architecte et ancienne conseillère municipale de Barcelone), Francesc Pané (poète et député au Parlement de Catalogne de 2006 à 2010) et Carme Porta (députée au Parlement de Catalogne de 1999 à 2006).

### Annonce de la date et de la question du référendum
Le 9 juin 2017, le gouvernement catalan, conjointement avec les députés indépendantistes du Parlement de Catalogne, annonce la date du référendum, le 1er octobre 2017, ainsi que la question posée, formulée : 

« Voulez-vous que la Catalogne soit un État indépendant sous la forme d'une république ? »

— Cette question sera posée dans les trois langues officielles de la Catalogne, à savoir le catalan, l'espagnol et l'occitan. La date fixée pour le référendum est le 1er octobre 2017
Les électeurs sont les citoyens espagnols en âge de voter, inscrits sur les listes électorales du territoire de la communauté autonome de Catalogne.

### Réactions internationales à la mise en place du référendum
- Le 7 septembre, Antonio Tajani, le président du Parlement européen, a déclaré dans une lettre adressée au député européen Beatriz Becerra (UPyD) que l'ordre constitutionnel de chaque État membre devait être respecté tout le temps. Il a aussi déclaré que si un territoire doit faire sécession d'un État membre, il deviendrait un État tiers vis-à-vis de l'Union européenne et vis-à-vis des traités de l'Union européenne qui ne s'y appliqueraient plus[26].

Le 14 septembre, le président de la Commission européenne, Jean-Claude Juncker, a dit que l'UE respecterait et suivrait la réglementation et la décision de la cour constitutionnelle espagnole et du parlement. Ensuite Juncker a déclaré que la Catalogne ne peut pas devenir un État membre de l'Union européenne au jour du vote.
- La veille du référendum des manifestations de soutien ont eu lieu dans plusieurs pays européens où les volontés indépendantistes sont présentes, y compris la France, l'Italie[29].
- Le Conseil de l'Europe, consulté par Carles Puigdemont, a dit que tout référendum ne peut se conduire qu'en pleine application de la Constitution[30].

### De l'approbation du référendum par le Parlement à son inconstitutionnalité

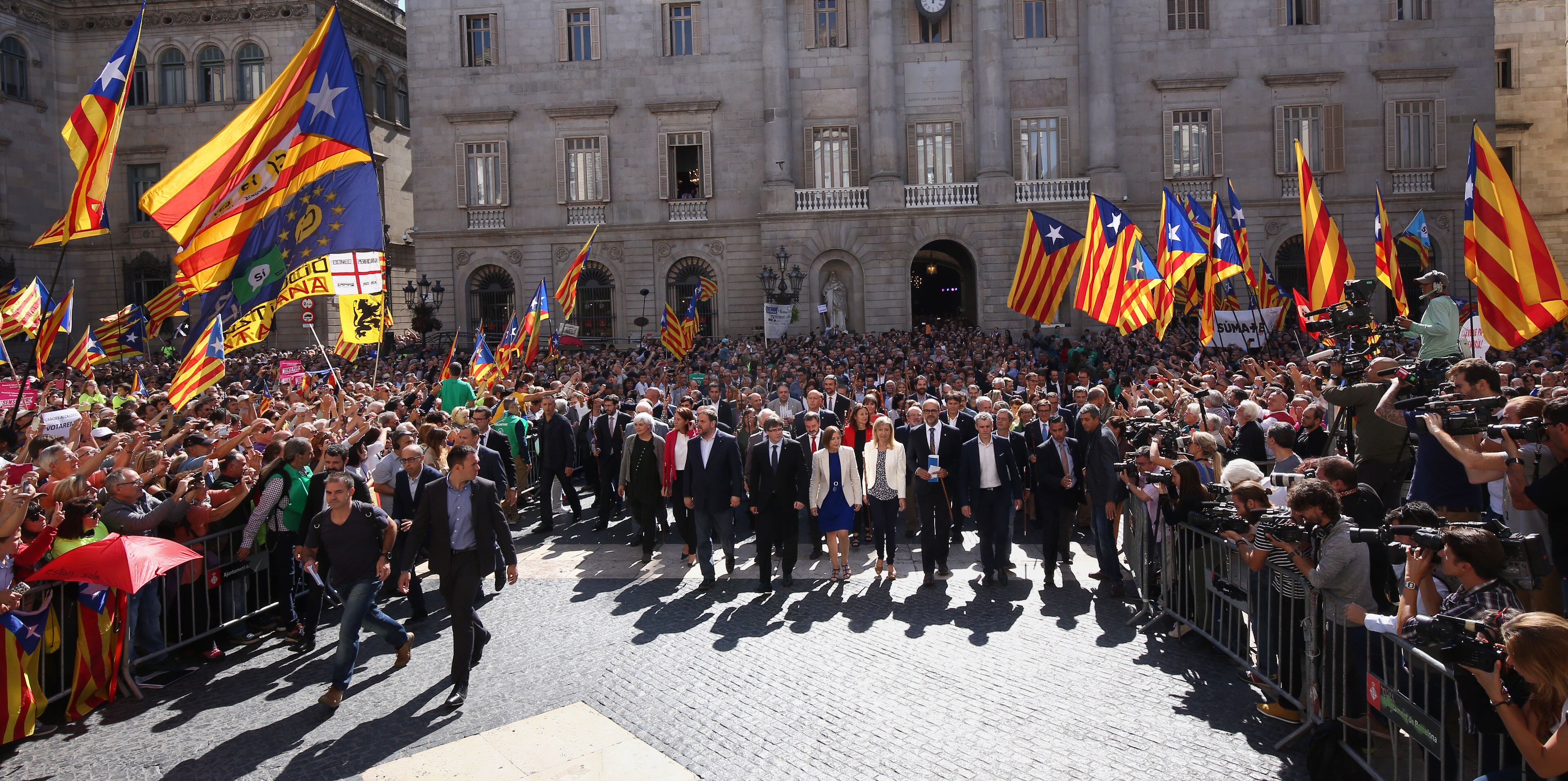
Manifestation du 16 septembre 2017 à Barcelone pour l'indépendance de la Catalogne.

Le mercredi 6 septembre 2017, après une session parlementaire houleuse, la majorité, composée des groupes Ensemble pour le oui et Candidature d'unité populaire (CUP), fait approuver la loi sur la tenue du référendum portant sur l’indépendance de la Catalogne prévu le 1er octobre.
Le lendemain, jeudi 7 septembre 2017, la loi sur la tenue du référendum est annulée par le Tribunal constitutionnel qui met également en garde les maires des 968 communes de Catalogne pour les dissuader d'organiser le scrutin, illégal. Le Parlement adopte le même jour et avec la même majorité (71 voix sur 135) le projet de loi de transition (Llei de transitorietat jurídica i fundacional de la República) qui prévoit l'organisation de la Catalogne si le « oui » au référendum du 1er octobre l'emporte, ne serait-ce que par une voix et sans minimum de participation nécessaire.
Le mercredi suivant, 13 septembre 2017, le parquet de Catalogne ordonne à la police de saisir le matériel électoral dans le but d'empêcher le référendum illégal. Les maires des municipalités catalanes sont menacés d'être arrêtés s'ils se montrent disposés à organiser le référendum.
Une semaine plus tard, le mercredi 20 septembre 2017, dans le cadre de l'Opération Anubis, la garde civile procède à l'arrestation de quatorze hauts responsables du mouvement indépendantiste et à la saisie de plusieurs millions de bulletins de vote, déclenchant des manifestations de milliers de Catalans.
Le 21 septembre, le président de la Généralité, Carles Puigdemont, fait publier la liste des bureaux de vote sur un site internet dédié, en dépit des risques judiciaires encourus.
En prévision du 1er octobre, Madrid envoie plusieurs milliers de gardes civils et de policiers nationaux à Barcelone et réquisitionne des bateaux de croisière pour les loger.
À partir du vendredi 28 septembre, afin d'éviter la fermeture des écoles, les indépendantistes occupent les locaux jusqu'au matin du référendum, y organisant de nombreuses fêtes.

### Jour du vote

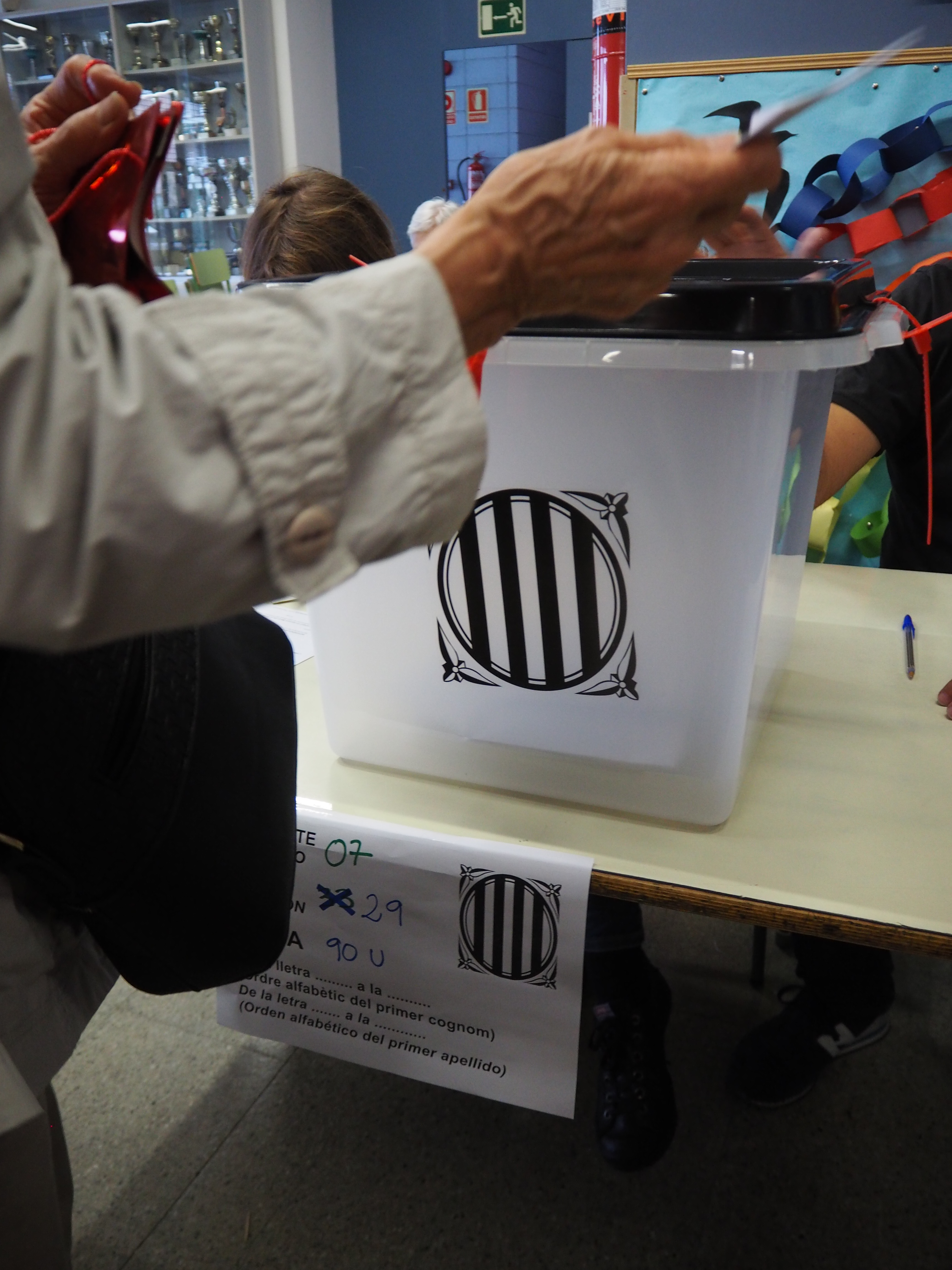
Urne dans le quartier El Guinardó, à Barcelone.

Le 1er octobre, jour du référendum, le tribunal supérieur de justice de Catalogne (Tribunal Superior de Justícia de Catalunya) ordonne aux corps de police la fermeture des bureaux de vote.
L’espace aérien de la zone métropolitaine est fermé par le gouvernement, tandis que dès 8 h du matin, de nombreuses foules se pressent devant les lieux de vote à la fois pour voter et pour protéger les lieux de vote dans la crainte d'une saisie des urnes.
La garde civile saisit plusieurs urnes de lieux où devait voter le président de la Généralité Carles Puigdemont qui a finalement pu voter à Cornellà del Terri dans la province de Gérone en déclarant sur Twitter : « J'ai voté à Cornellà. Des queues très longues. Votre dignité contraste avec l'indignité de la violence policière. ».
À de nombreuses reprises, la police nationale charge les manifestants ; elle fait usage de matraques et de fusils tirant des balles en caoutchouc, matériel anti-émeute interdit par le Parlement catalan depuis 2014. Les Mossos d'Esquadra empêchent les opérations de vote sans utiliser la violence. Les pompiers s'interposent entre la police nationale et les votants.
D'après la Guardia Civil, l'inaction des Mossos a placé la police nationale en nombre insuffisant pour faire respecter l'interdiction de vote dans l'ensemble du territoire catalan. Selon la même source, le chef de la police catalane Josep Lluís Trapero a prémédité cette décision, les membres du gouvernement catalan Carles Puigdemont, Oriol Junqueras, Jordi Sànchez i Picanyol et Jordi Cuixart seraient également responsables de cet ordre d'inaction. Malgré les accusations d'inaction, les Mossos ont fermé 600 bureaux de vote, contre 92 pour la Garde civile et la Police nationale.
Finalement, le gouvernement catalan fait état de la fermeture de 319 bureaux de vote par les forces de l'ordre, par la police nationale et par la garde civile. Ceci représente environ 14 % du nombre total de bureaux.
Le soir du vote, le président du gouvernement espagnol Mariano Rajoy s'est exprimé en affirmant notamment qu'« il n'y avait pas eu de vote d'autodétermination ».
Ce soir-là, en signe de protestation et parce que sa demande de report de la rencontre n'a pas été acceptée, le FC Barcelone joue à huis clos face à Las Palmas.
Trente-trois observateurs internationaux, dont l'écologiste français Gérard Onesta, ancien vice-président du Parlement européen, ont assisté au vote en Catalogne et ont témoigné des violences policières. Face aux violences observées, les observateurs britanniques affirment dès le jour-même vouloir porter plainte contre le gouvernement au Tribunal pénal international. Tous ces observateurs étaient invités par le gouvernement catalan.

## Positions en présence
Différents mouvements, partis politiques, organisations prennent position quant à la tenue du référendum. La suspension juridique de ce dernier n'affecte pas l'expression de ces positions. Ces dernières se transforment souvent en arguments en faveur ou contre l'indépendance de la Catalogne.
Des mouvements opposés à l'indépendance peuvent, toutefois, se montrer favorables à la tenue du référendum, les deux positions n'étant pas strictement alignées.

### En faveur de la tenue du référendum

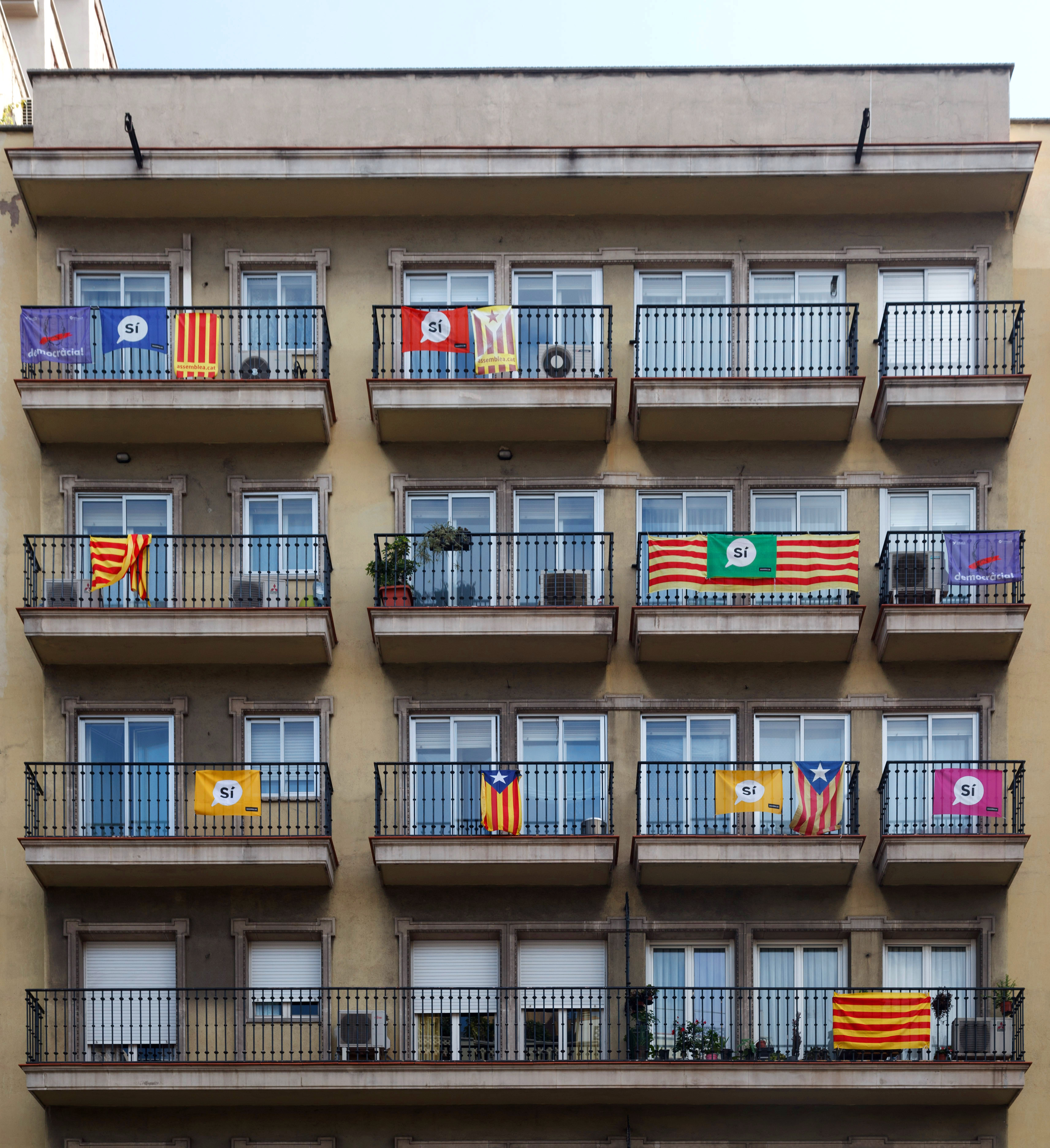
Immeuble paré de drapeaux et de bannières indépendantistes à Barcelone.

Le gouvernement de Carles Puigdemont est à l'origine de la tenue du référendum. Les partis politiques favorables à l'indépendance sont majoritaires au Parlement de la région autonome, depuis les élections régionales de septembre 2015,.
Les mouvements ou partis indépendantistes au Parlement de Catalogne sont le Parti démocrate européen catalan (PDeCAT), la Gauche républicaine de Catalogne (ERC) et la Candidature d'unité populaire (CUP, d'extrême-gauche). Les Comités de défense du référendum sont des groupements locaux de citoyens souhaitant apporter un soutien technique à la tenue du référendum.
Le référendum est notamment soutenu par certains footballeurs du FC Barcelone comme le défenseur Gerard Piqué. Il est également soutenu par plusieurs personnalités du monde du spectacle, culturel, intellectuel ou plus largement de la « gauche » catalane ou espagnole, invoquant généralement des principes de démocratie ou de droit des peuples à disposer d'eux-mêmes.
Plusieurs mouvements ou personnalités de la gauche radicale ou contestataire en Espagne ont également soutenu la tenue de ce référendum, sans pour autant systématiquement défendre l'option indépendantiste, à commencer par Podemos ou Izquierda Unida, qui s'opposent à l'indépendance et critiquent fortement les politiques économiques ou sociales menées par le gouvernement indépendantiste catalan, mais qui acceptent que le scrutin soit organisé,. Au sein de la gauche européenne ou dans le monde, plusieurs partis défendent également ce référendum ou tout du moins critiquent la stratégie du gouvernement espagnol de vouloir l'empêcher par la force policière, comme le Nouveau Parti anticapitaliste (NPA) ou Benoît Hamon en France, de nombreux députés européens des groupes Verts/Alliance libre européenne (Verts/ALE, dont les Français José Bové ou Pascal Durand, la Britannique Jean Lambert ou l'Allemande Barbara Lochbihler) et de la Gauche unitaire européenne/Gauche verte nordique (GUE/NGL, dont l'écrivain et journaliste italienne Barbara Spinelli, fille d'Altiero Spinelli, ou les membres du Sinn Féin irlandais).
De nombreux leaders de l'extrême droite européenne se sont positionnés en soutien du référendum catalan pour critiquer l'Union européenne, notamment Nigel Farage (Parti pour l'indépendance du Royaume-Uni), Geert Wilders (PVV), Heinz-Christian Strache (FPÖ), Janice Atkinson (groupe Europe de la liberté et de la démocratie directe), Jens Eckleben ou Beatrix von Storch (AfD).
Également, une cinquantaine de personnalités internationales de gauche, parmi lesquelles plusieurs Prix Nobel comme Ahmid Galai, Adolfo Pérez Esquivel, Rigoberta Menchú, Desmond Tutu, Jody Williams et Dario Fo, ont publiquement exprimé leur soutien au référendum sur l'indépendance de la Catalogne .

### Contre la tenue du référendum

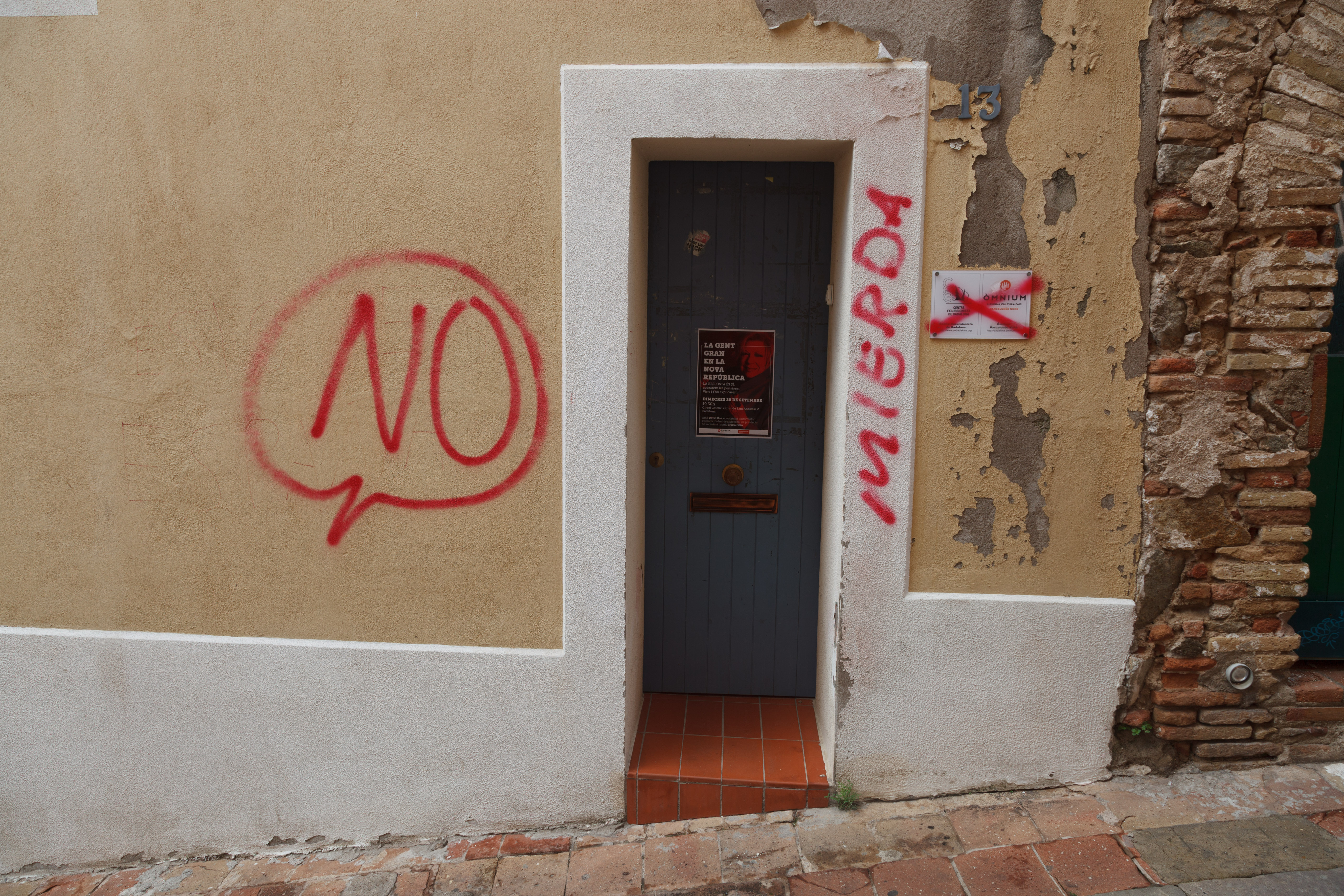
Graffiti unioniste à Badalone.

Les opposants au référendum mettent en avant la grande difficulté d'existence économique d'un État catalan indépendant : poids de la dette, systèmes sociaux de santé et de retraite, monnaie, font notamment partie des points conditionnant cette viabilité économique et financière.
Les représentants des entreprises se déclarent plutôt opposés au référendum.
Un groupe d'artistes et des personnalités espagnoles de gauche ont diffusé, le 17 septembre 2017, un manifeste opposé à la tenue du référendum,.
Plusieurs personnalités d'extrême-droite en Europe se sont également opposés à ce référendum, par opposition aux nationalismes périphériques qu'ils perçoivent comme des régionalismes ayant vocation à affaiblir les États-nations existants et à renforcer une Union européenne supranationale, comme Florian Philippot ou le responsable de la communication du FN David Rachline.

## Sondages d'opinion
Des sondages d'opinion sur l'indépendance de la Catalogne sont organisés en Catalogne depuis 2010. Depuis 2012, la question relative à l'organisation d'un référendum est également posée.
Les sondeurs ont généralement commencé à utiliser la question référendaire proposée (« Voulez-vous que la Catalogne soit un État indépendant sous la forme d'une république ? ») après que cette question soit connue au début de juin 2017.
Le Centre des études d'opinion (ca) (CEO) de la Généralité de Catalogne a interrogé les sondés sur leurs intentions plutôt que de leur poser directement la question référendaire. Dans son sondage de mars 2017, en plus de demander aux sondés s'ils souhaitaient que la Catalogne devienne un État indépendant, le CEO leur a demandé leur intention en cas de référendum organisé par la Généralité sans l'accord du gouvernement espagnol. Dans un sondage de juillet 2017, une question similaire est proposée, en précisant la perspective du référendum du 1er octobre.

## Organisation

En vert : les communes favorables à l'organisation du référendum en collaboration avec le gouvernement de la Généralité
En rouge : les municipalités opposées à l'organisation du référendum avec le gouvernement de la Généralité
En vert clair : les communes ayant des accords de collaboration avec le gouvernement de la Généralité en relation avec le référendum
En gris : les municipalités ne se prononçant pas

Les bureaux de vote se tiennent donc de manière inconstitutionnelle, le référendum ne réunissant pas les conditions juridiques de sa tenue. Les municipalités de Catalogne n'ont pas toutes proposé des bureaux de vote.

## Conséquences

### Économiques
Le risque d'indépendance a été réexaminé par plusieurs grandes entreprises. L'indépendance conduirait à leur exclusion de l'Union européenne. Du point de vue de banques comme Banco Sabadell et CaixaBank, l'indépendance pourrait les priver de l'accès aux dispositifs de l'Union.
Ces établissements évoluent dans la Zone euro, sont supervisés par la Banque centrale européenne et bénéficiaires de ses financements.
La dette publique directe de la région autonome de Catalogne s'élève à 74 milliards d'euros et 35,2 % de son produit intérieur brut , part la plus élevée d'Espagne. De plus, ajoutée à la part de dette publique assumée par l'Espagne, la dette publique totale catalane représenterait 235 milliards d'euros et 100 % du PIB.
Banc Sabadell a ainsi déplacé administrativement son siège social de Barcelone à Alicante.
La banque était installée depuis 1881 en Catalogne et compte environ 26 000 employés. CaixaBank a hésité entre Palma et Valence (Espagne) avant de finalement déplacer son siège administratif dans la seconde.
Un grand nombre d'autres sociétés, telles qu'Oryzon Genomics ou Eurona Wireless Telecom, ont également annoncé quitter la Catalogne, afin de ne pas subir le risque économique consécutif à l'indépendance. Entre le 2 et le 15 octobre 2017, la Catalogne a enregistré le départ de 691 sièges d'entreprises,.
L’agence de notation financière Standard & Poor's a placé la note de la région autonome de Catalogne sous surveillance négative.
Les conséquences se font également sentir sur l'économie espagnole. Le gouvernement espagnol a revu à la baisse ses estimations en matière de croissance pour le pays en 2018 de 2,6 % à 2,3 %.

### Politiques
Cette crise divise la région autonome de Catalogne qui rassemble 16 % des Espagnols : la moitié de la population n'est pas indépendantiste selon un sondage, les indépendantistes alliés à l'extrême gauche détenant la moitié des sièges du Parlement de Catalogne avec une minorité de voix.
Les tensions entre la capitale régionale et la capitale nationale font connaître à l'Espagne sa plus grave crise politique depuis son retour à la démocratie,:
un manifeste anonyme « contre les incapables et irresponsables » appelle par internet à un rassemblement pour le samedi 7 octobre 2017. Sous le mot d'ordre : « L'Espagne est bien meilleure que ses dirigeants » et code vestimentaire blanc, draps blancs aux balcons, la manifestation rassemble des partisans du dialogue.
Le chef du gouvernement espagnol, Mariano Rajoy, pose le respect de la légalité comme préalable au dialogue.
Íñigo Méndez de Vigo, porte-parole du gouvernement, a appelé les responsables catalans à dissoudre le Parlement de Catalogne pour convoquer des élections autonomiques.
Le 8 octobre 2017, une semaine exactement après le vote, les opposants à l'indépendance de la Catalogne organisent un rassemblement massif dans les rues de Barcelone. Les partisans de l'unité espagnole se rassemblent également à Madrid.
L'écrivain péruvien naturalisé espagnol Mario Vargas Llosa, prix Nobel de littérature 2010, qui considère l'indépendantisme catalan comme une maladie pouvant transformer la Catalogne en Bosnie, est présent à Barcelone.
Les dirigeants des deux principales associations indépendantistes de Catalogne, Omnium Cultural et l'Assemblée nationale catalane, sont placés en détention.
L'ultime conséquence politique du référendum réside dans la tenue des élections au Parlement de Catalogne de 2017, le 21 décembre 2017, en vue d'élire la XIIe législature du Parlement de Catalogne.

### Violences
Lors du scrutin, des bureaux de vote ont été évacués par les forces de l'ordre, ce qui a donné lieu à des violences entre votants et policiers ou gendarmes nationaux.
Les hôpitaux ont accueilli 893 électeurs venus y consulter un médecin, dont près de la moitié à Barcelone , ; quatre vingt douze étaient sérieusement blessés, parmi lesquels deux grièvement, selon la porte-parole des services de santé.
Selon les autorités nationales, 39 policiers et gardes civils ont été blessés, 392 autres présentant des bleus et des égratignures.
Parmi les personnes hospitalisées, l'une a été blessée à l’œil par une balle en caoutchouc et une autre a subi une attaque cardiaque.
Le jour du débat au Parlement européen sur la crise en Catalogne, les responsables de certains partis politiques européens ont dit regretter qu'il y ait eu des blessés[réf. nécessaire]. Bien qu'étant soutenu par l'essentiel de ses homologues européens, le gouvernement espagnol de Mariano Rajoy est critiqué dans la presse internationale pour le nombre de blessés causés par les méthodes utilisées par les forces de l'ordre et pour le choix d'apporter une réponse uniquement juridique et répressive à cette situation,,,.
Le 2 octobre 2017, le quotidien français Le Monde, sans remettre en cause l'existence des violences ni la majorité des vidéos ou photographies diffusées dans les médias, présente quatre images très partagées sur les réseaux sociaux pour dénoncer ces violences mais qui soit concernent des manifestations antérieures, soit comportent des retouches.
Le 6 octobre 2017, le délégué du gouvernement en Catalogne présente des excuses aux personnes blessées par les policiers .
À la demande de Thorbjørn Jagland, le secrétaire général du Conseil de l'Europe, le gouvernement espagnol a indiqué que l'Espagne allait diligenter une enquête sur les violences policières.
Le bilan final des blessés passés par les différents services de santé en raison des violences policières s'élève à 1 066 personnes selon le Département de la Santé de Catalogne, parmi lesquels figurent 43 % pour de simples contusions et 38 % pour des contusions multiples. Il y a eu 30 fractures crâniennes et 23 fractures osseuses, cinq blessés graves et 50 ayant nécessité des points de suture. Enfin, deux blessés ont moins de 11 ans et 23 plus de 79 ans.
En mai 2018, Amnesty International accuse le parquet espagnol d'entraver les enquêtes sur ces violences.

### Destitution du gouvernement de Catalogne
Le 21 octobre 2017, le chef du gouvernement espagnol Mariano Rajoy annonce qu'il va utiliser l'article 155 de la Constitution pour revenir à la légalité et respecter le statut d'autonomie. Il demande au Sénat d’autoriser le gouvernement à destituer le gouvernement de Catalogne et à organiser des élections régionales dans un délai maximal de six mois.

### Sociales
Cet événement a substantiellement divisé certaines familles, rendant le sujet tabou dans les familles catalanes, et anonymes les témoignages : le silence est un moyen d'éviter les fâcheries alors que tout le monde est à fleur de peau, pouvant parfois entrainer l'annulation de certains dîners.
Pour certains chercheurs, le risque d'affrontements est important car la société civile est fragmentée.

## Résultats
Le nombre de votants à la consultation se matérialiserait par 2,286 millions de bulletins exprimés, pour 5,34 millions d'électeurs dans cette communauté autonome  qui totalise 7,5 millions d'habitants. Avec un taux d'environ 42 % de votants, 90,18 % seraient en faveur de l'indépendance de la Catalogne.
Selon les autorités catalanes, le « oui » aurait recueilli 2 044 038 voix, le « non » 177 547 voix. 300 à 400 bureaux de vote n'ont pu fonctionner normalement du fait de l'empêchement décidé par la justice espagnole et mis en œuvre par les autorités espagnoles. Le gouvernement catalan affirme qu'environ 770 000 votes n'ont pu être comptabilisés, ayant été confisqués ou détruits par la police espagnole.
D'après le politologue Marc Sanjaume de l’Institut d’Estudis de l'Autogovern, puisqu'environ 300 bureaux de vote ont été fermés par les forces policières (et les urnes saisies), le taux de participation réel serait au-delà de 42 % et pourrait dépasser les 50 %.
Pour Sandrine Morel du journal Le Monde, « ni Madrid ni Barcelone ne sortent vainqueurs ce 1er octobre » indiquant également qu'« il s’est agi d’un simulacre dépourvu des garanties démocratiques minimales, avec des urnes opaques et un programme informatique défaillant qui a permis à ceux le souhaitant de voter à plusieurs reprises. Ce scrutin illégal s’est soldé par un résultat digne d’une république bananière : 90 % de oui à l’indépendance, avec un taux de participation de 42,3 % (2,26 millions de personnes) ».
Les conditions de la consultation font courir le risque d'un changement de nature du processus d'indépendance, qui pourrait revêtir la forme d'une sécession de nature identitaire.

### Au niveau national
| Choix                  | Choix                  | Votes     | %     |  |
| ---------------------- | ---------------------- | --------- | ----- |  |
|                        | Pour                   | 2 044 038 | 90,18 |  |
|                        | Blanc                  | 44 913    | 1,98  |  |
|                        | Contre                 | 177 547   | 7,83  |  |
|                        |                        |           |       |  |
| Votes exprimés         | Votes exprimés         | 2 266 498 | 99,14 |  |
| Votes invalides        | Votes invalides        | 19 719    | 0,86  |  |
| Total                  | Total                  | 2 286 217 | 100   |  |
|                        |                        |           |       |  |
| Inscrits/Participation | Inscrits/Participation | 5 313 564 | 43,02 |  |

| Votes Pour 90,18 % |  |  | Votes Contre 7,83 % |
| ▲                  |  |  |                     |
| Majorité absolue   |  |  |                     |

### Parcomarque
| Comarque                           | Oui                     | Oui    | Non     | Non   | Blanc  | Blanc |      |
| Comarque                           | Votes                   | %      | Votes   | %     | Votes  | %     |      |
| ---------------------------------- | ----------------------- | ------ | ------- | ----- | ------ | ----- | ---- |
| Comarque                           | Hautes-Pyrénées-et-Aran | 26 674 | 93,87   | 1 350 | 4,75   | 391   | 1,38 |
| Région métropolitaine de Barcelone | 1 239 232               | 87,80  | 138 759 | 9.83  | 33 418 | 2.37  |      |
| Camp de Tarragone                  | 142 386                 | 92,61  | 8 897   | 5,79  | 2 464  | 1,60  |      |
| Comarques centrales                | 205 285                 | 94,70  | 8 638   | 3.98  | 2 840  | 1.31  |      |
| Gérone                             | 244 758                 | 94,86  | 10 140  | 3,93  | 3 131  | 1,21  |      |
| Ponent/Lérida                      | 118 799                 | 93.69  | 6 274   | 4,95  | 1 730  | 1,36  |      |
| Terres de l'Èbre                   | 62 652                  | 93.51  | 3 434   | 5,13  | 916    | 1,37  |      |
| Vote extérieur                     | 4 252                   | 98,13  | 55      | 1,27  | 23     | 0.53  |      |
|                                    |                         |        |         |       |        |       |      |
| Total                              | 2 044 038               | 90,18  | 177 547 | 7,83  | 44 913 | 1,98  |      |

## Réactions au déroulement du référendum

### Réactions politiques nationales
En soirée du 1er octobre 2017, le président du gouvernement espagnol, Mariano Rajoy, déclare lors d'une allocution radio-télévisée : « Il n’y a pas eu de référendum aujourd’hui » en Catalogne.
Le président catalan Carles Puigdemont, intervenant à son tour à la radio et à la télévision, déclare : « Ainsi, aujourd'hui, en ce jour d'espoir, mais aussi de souffrances, les citoyens de Catalogne ont gagné le droit d'avoir un État indépendant sous la forme d'une République. En conséquence, le gouvernement que je préside transmettra dans les prochains jours au Parlement de Catalogne, garant de la souveraineté de notre peuple, les résultats de la journée d'aujourd'hui, afin qu'il agisse conformément aux dispositions de la loi référendaire. ».
Carles Puigdemont, en réponse aux accusations de ses détracteurs internes, indique qu'il quittera la politique si le oui l'emporte,.
À la suite de la journée du référendum, le roi a d'abord réalisé de brèves déclarations télévisées :
- « Aujourd’hui, la société catalane est fracturée et traversée par un conflit », « Ces autorités, d’une manière claire et catégorique, se sont situées totalement en marge du droit et de la démocratie » [106].
- « Par leur conduite irresponsable, ils peuvent même mettre en danger la stabilité économique et sociale de la Catalogne et de toute l’Espagne »
- « Il est de la responsabilité des pouvoirs légitimes de l’État d’assurer l’ordre constitutionnel et le fonctionnement normal des institutions, le respect de l’État de droit et l’autonomie de la Catalogne »

Le mouvement catalan La troisième voie (Tercera via) propose l'union, avec le devoir d'unir et non pas de séparer.
Le 3 octobre 2017, le roi Felipe VI s'exprime à la radio et à la télévision, fait rare, accusant les dirigeants catalans de s'être placés « en marge du droit et de la démocratie ». Il annonce également que l'État rétablirait « l'ordre constitutionnel » en Catalogne, tout en dénonçant le risque « de mise en danger de la stabilité économique et sociale de la Catalogne et de toute l'Espagne ».
En réaction à cette déclaration royale, Carles Puigdemont exprime, le 4 octobre 2017, son souhait d'entrer dans une médiation, tout en maintenant comme objectif de déclarer l'indépendance.
La séance plénière du Parlement, initialement prévue le 9 octobre pour annoncer officiellement les résultats et proclamer l'indépendance de la Catalogne après la victoire du « oui », est suspendue par le Tribunal constitutionnel à la demande du Parti des socialistes de Catalogne dirigés par Miquel Iceta,.
La séance plénière se tient finalement le 10 octobre 2017. Le président du gouvernement autonome catalan proclame le résultat du référendum, annonce l'indépendance et indique « suspendre » celle-ci dans l'attente d'un dialogue avec le gouvernement espagnol.

### Réactions politiques

#### Réactions politiques des institutions européennes
Pour la Commission européenne il était « difficile de faire comme si cette revendication n’existait pas et n’avait pas de légitimité », selon Emmanuelle Reungoat, maître de conférences en sciences politiques à l’université de Montpellier et chercheuse au Cepel.
Les dirigeants de l'Union européenne souhaitent un dialogue entre l'Espagne et la Catalogne. Les violences policières du référendum évoqueraient « des méthodes soviétiques », selon un anonyme « diplomate d'une capitale scandinave ».
La situation a suscité un débat parlementaire le 4 octobre 2017 en session plénière à Strasbourg, à l'initiative des Verts avec le soutien du deuxième groupe de l'hémicycle formé par des socialistes.
- Le groupe du Parti populaire européen, représenté par Manfred Weber, appelle à un dialogue constructif dans l'esprit européen. D'autres partis politiques ont exposé leurs vues : Gianni Pittella (groupe des socialistes et démocrates), Ryszard Legutko (groupe des conservateurs et réformistes européens), Guy Verhofstadt (groupe des démocrates et libéraux), Patrick Le Hyaric (groupe Gauche unitaire européenne/Gauche verte nordique), Ska Keller (groupe des Verts), Raymond Finch (groupe Europe de la liberté et de la démocratie directe), et Marcel De Graaf (groupe Europe des nations et des libertés).
- Pour les députés socialistes et démocrates, Gianni Pittella considère que le 1er octobre est « un jour triste pour l’Espagne et pour toute l’Europe »[114]. Ils considèrent qu'une déclaration unilatérale d’indépendance serait une provocation supplémentaire[117].
- Au nom des députés conservateurs et réformistes européens, Ryszard Legutko déclare que l'Europe prend soin de ne pas s'opposer à l'Espagne alors que face à un autre État membre la réaction de l’UE aurait pu être plus forte[118]
- Dans sa déclaration Guy Verhofstadt, de l'Alliance des démocrates et des libéraux pour l'Europe (qui comprend le PDeCAT), tout en reconnaissant la démocratie espagnole, soutient la primauté du dialogue pour gérer une situation qui ne peut pas être résolue en opposant légalité et illégalité[119]; il souhaite une désescalade[114].

- Pour les Verts, Ska Keller déclare que Mariano Rajoy aurait aggravé la situation, en refusant le dialogue et en laissant agir les moyens judiciaires et policiers. Elle considère que Jean-Claude Juncker ne peut pas rester assis sans rien faire[118].

En conclusion de ce débat, le Premier vice-président de la Commission européenne, Frans Timmermans, a rappelé le rôle de l’État de droit et des citoyens et la nécessité de dialogue.
Du point de vue du politologue belge Hendrik Vos, la neutralité européenne relative à la crise catalane en Espagne pourrait être liée à l'appartenance au même parti politique, le principal parti du parlement, le Parti populaire européen, de Mariano Rajoy et du président de la Commission Jean-Claude Juncker.
Pour l'historienne et politologue Virginie Tisserant : la Catalogne n’avait pas les moyens de ses ambitions. Pour autant, le rôle de Bruxelles a favorisé clairement la montée du nationalisme catalan comme le processus libératoire. L’intégration européenne à marche forcée n’a fait que conforter et aggraver la négation des États-nations et renforcer les identités nationalistes ou régionalistes radicales (Brexit).

#### Réactions politiques des nations européennes
- Union européenne : tout en dénonçant la violence, la Commission européenne voit dans le processus de référendum « un problème interne à l'Espagne » et un danger pour le bloc européen[122]. Le risque catalan pèse sur la valeur de l'euro[123].
- Union européenne : le président du parlement, Antonio Tajani évoquant les risques des divisions ou d'une sécession, souligne l'importance de la collaboration pour la concorde et pour l'unité[124].
- Suisse : La Suisse qui s'est un temps proposée comme médiateur pour un dialogue entre les deux parties a fini par s'aligner sur les positions européennes[115].
- Allemagne : il est assez remarquable qu'aucune déclaration politique allemande ne soit intervenue à la suite du vote, le 1er octobre 2017. En 2014, Angela Merkel avait pris position contre le processus de référendum[125].
- Belgique : Charles Michel, Premier ministre, déclare sur Twitter : « La violence ne peut jamais être la réponse. Nous condamnons toutes les formes de violence et réaffirmons notre appel au dialogue politique[126]. ».
- France : le gouvernement soutient le gouvernement espagnol. « Je fais confiance à Madrid pour renouer le fil du dialogue sans lequel il ne peut y avoir de solution durable dans l'intérêt de l'unité et du développement de l'Espagne » déclare le Premier ministre le 3 octobre 2017[127],[128]. Par la suite, 52 députés s'élèvent dans une tribune contre la répression dont font l'objet les élus catalans indépendantistes. Plusieurs dirigeants de partis sont également signataires, tels que Jean-Luc Mélenchon (France insoumise) et Fabien Roussel (Parti communiste français)[129].
- Italie : Paolo Gentiloni souligne « la nécessité de respecter le cadre constitutionnel et les lois espagnoles »[130]. Le parti identitaire la Ligue du Nord demande un référendum pour les régions italiennes de Lombardie et de Vénétie[131],[132].
- Royaume-Uni : pour le gouvernement, « Le référendum est l’affaire du gouvernement espagnol et du peuple. Nous souhaitons que la loi et la Constitution espagnole soient respectées. L’Espagne est une alliée proche une véritable amie dont la force et l’unité nous importent »[133].

#### Autres réactions politiques internationales
- Canada : le Premier ministre Justin Trudeau condamne toute violence et ajoute « je ne veux pas commenter sur des processus internes à d'autres pays sur des questions de souveraineté »[134]. Philippe Couillard, Premier ministre du Québec déclare sur Twitter : « Nous suivons la situation de près. Québec condamne toute forme de violence. La réponse : le dialogue entre les parties »[135].
- États-Unis : pour Donald Trump, l'Espagne devrait rester unie[136].
- Russie : Vladimir Poutine déclare, d'une part, qu'il s'agit d'une crise intérieure à l'Espagne ; et, d'autre part, dénonce les discriminations que feraient les dirigeants européens dans les souhaits d'indépendance « des peuples »[137]. Le 13 novembre 2017, le gouvernement espagnol accuse la Russie de propagande, notamment au moyen des réseaux sociaux, en vue de déstabiliser l'Espagne à l'occasion de ce référendum[138],[139].
- Venezuela : le président Nicolás Maduro a qualifié Mariano Rajoy de « dictateur » et a apporté son soutien à la tenue du référendum[140],[141].

## Filmographie
- Avec un sourire, la révolution!, film documentaire de Alexandre Chartrand, Québec (Canada), 2018, 87 min, distribué au Canada par K-Films Amérique (VSD)[142].